# Pseudepipona faustidiosissima
Pseudepipona faustidiosissima är en stekelart som först beskrevs av Henri Saussure.  Pseudepipona faustidiosissima ingår i släktet Pseudepipona och familjen Eumenidae. Inga underarter finns listade i Catalogue of Life.